# Romano Hip Hop
Romano Hip Hop je album české romské kapely Gipsy.cz, jež vyšlo 20. listopadu 2006 u Indies Records. Album však šlo zakoupit o týden dříve prostřednictvím serveru i-legalne.cz. K albu byl natočen také klip, který lze zhlédnout na serveru Romea.cz. Byl natočen v pražské tiskárně za pouhý jeden den.

## Obsah alba
1. Tajsa
2. Multin
3. 7 to 8
4. Romano Hip Hop
5. Palikeras Tumenge
6. Ne, že ne
7. Jednou
8. Welcome To Prague (Gipsy Kids Can Get U Down)
9. Bengoro Hang
10. Abacus
11. Načalado Godi
12. Tím, čím chcete
13. Mira Daje
14. Muloland
15. Tečka